# Três Reis Magos

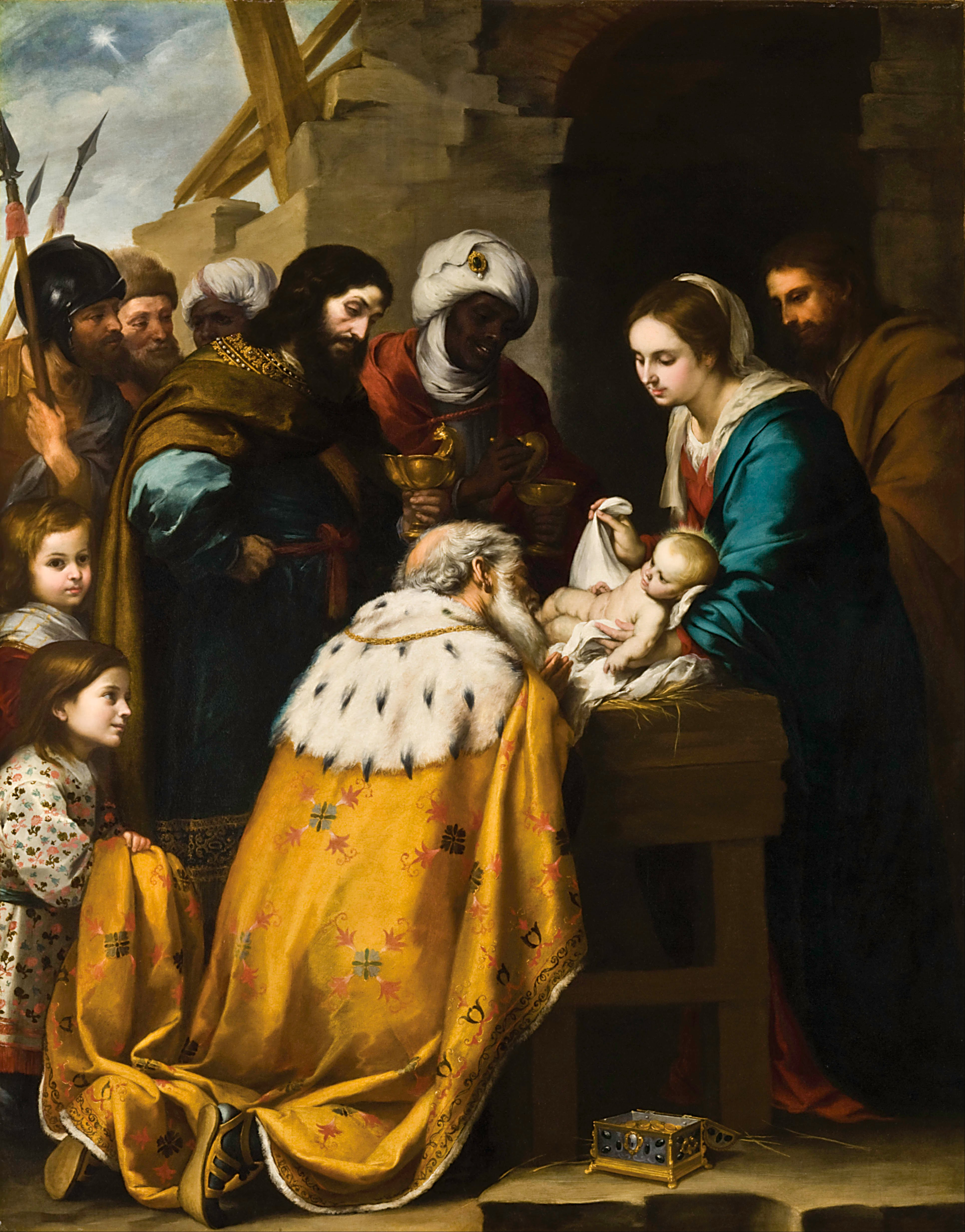
Adoração dos Magos, de Bartolomé Esteban Murillo

Os Três Reis Magos ou simplesmente Reis Magos (em grego: μάγοι, transl. magoi) são personagens da religião cristã que teriam visitado Jesus após o seu nascimento, trazendo-lhe presentes. Foram mencionados apenas no Evangelho segundo Mateus, onde se afirma que teriam vindo do Oriente para Jerusalém para adorar o Cristo, "nascido Rei dos Judeus" através de seguir sua estrela no céu. São figuras constantes em relatos da natividade e nas comemorações do Natal.
A palavra magi é o plural latim usado no texto original do Evangelho de Mateus. Tal palavra é derivada do Persa Antigo maguŝ, originada do Avestan magâunô, e se refere à classe sacerdotal do Zoroastrismo. Nesta religião, os seus sacerdotes ganharam grande reputação por serem excelentes astrólogos e por esperarem a vinda do seu Salvador, o Saoshyant. Na tradução da Bíblia do Rei Jaime, o termo "magos" sofreu ocultação, sendo substituído apenas por "homens sábios".

## Nomes Dos Magos
Melchior (também chamado Melquior ou Belchior), Baltasar e Gaspar, são os nomes comumente dados a eles, em hebreu, esses nomes significam “rei da luz” (melichior), “o branco” (gathaspa) e “senhor dos tesouros” (bithisarea). Não existem relatos bíblicos sobre o nome dos magos, nem sobre eles serem reis, nem sobre serem três. Os nomes foram-lhes atribuído no século IX pelo historiador Agnello, em sua obra Pontificalis Ecclesiae Ravennatis”.
São Beda teve acesso aos documentos guardados nas bibliotecas dos mosteiros onde vivia. Foi nessas leituras que Beda criou o perfil dos três magos:
| “ | Melquior era velho de setenta anos, de cabelos e barbas brancas, tendo partido de Ur, terra dos Caldeus. Gaspar era moço, de vinte anos, robusto e partira de uma distante região montanhosa, perto do Mar Cáspio. E Baltasar era mouro, de barba cerrada e com quarenta anos, partira do Golfo Pérsico, na Arábia Feliz. | ” |

## Relato bíblico

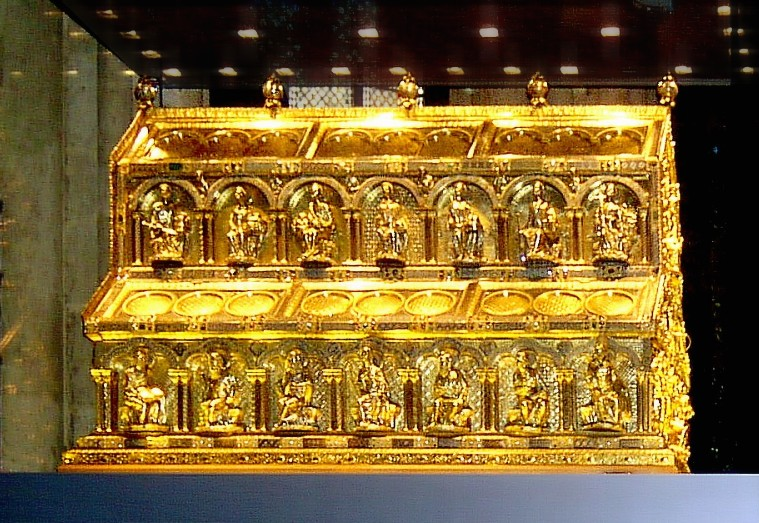
Relicário dos Três Reis Magos, na Catedral de Colônia, Alemanha, c. 1200.

O relato de Mateus 2 conta que após o nascimento de Jesus, os magos vieram do oriente procurar o rei Herodes sobre onde estava o "aquele que nasceu Rei dos Judeus", alegando que viram a sua estrela no oriente e vieram adorá-lo, Herodes e toda a Jerusalém perturbaram-se com isso, então  os principais sacerdotes e os escribas do povo se reuniram e perguntara-lhe onde havia de nascer o Cristo, os magos responderam que em Belém da Judéia, então Herodes secretamente os enviou para lá e disse: "Ide informar-vos cuidadosamente acerca do menino; e quando o tiverdes achado, avisai-me, para eu também ir adorá-lo." Os magos partiram para Belém, chegando na casa, adoraram a Jesus e o ofertaram ouro, incenso e mirra.
O relato diz que em sonhos foram avisados por Deus que não voltassem a Herodes, seguiram por outro caminho para a sua terra, então partiram para sua terra.

## Interpretações

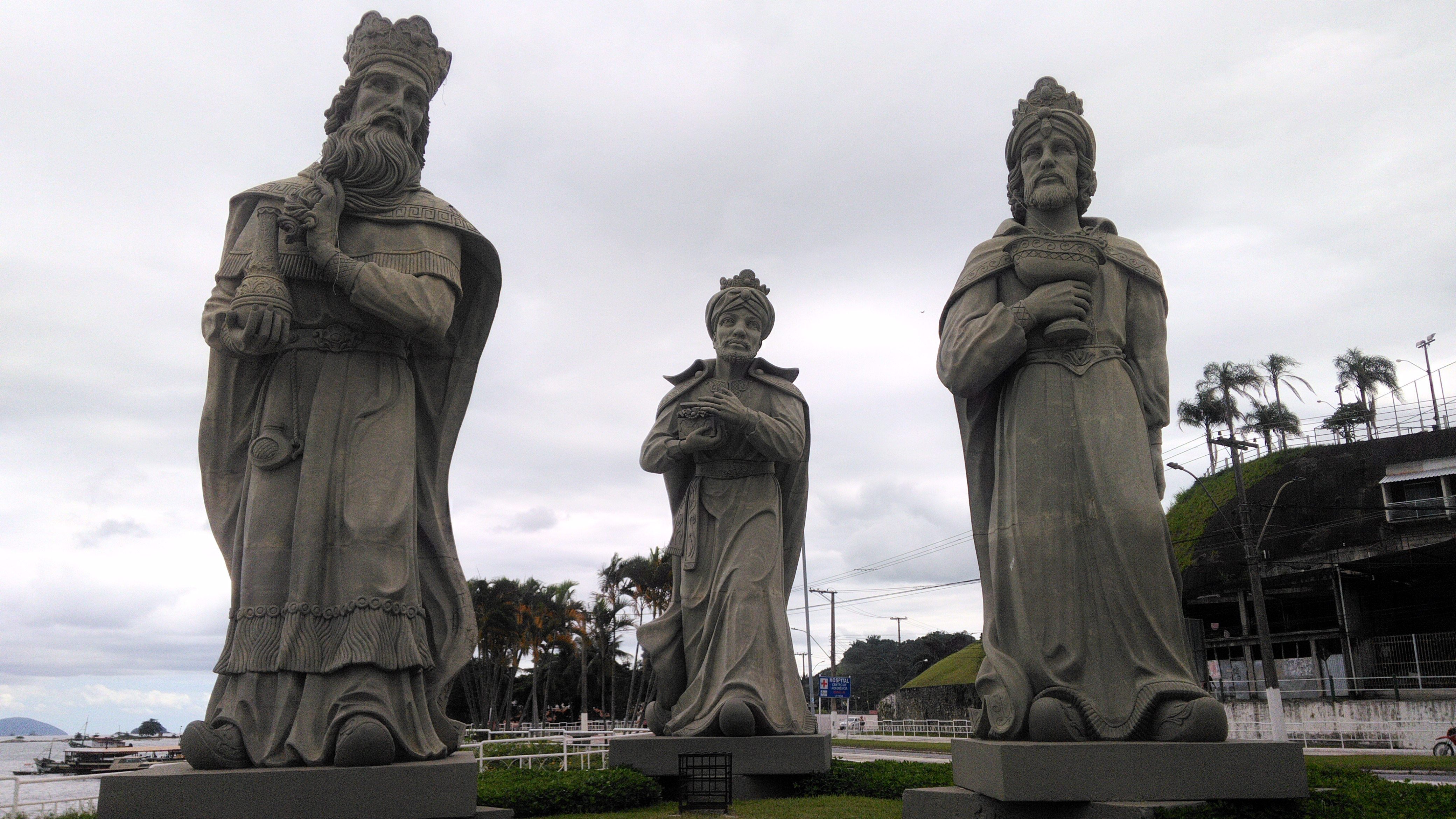
Mirante dos Três Reis Magos, em Angra dos Reis.

Não há relato bíblico que fala exatamente de onde os magos vieram, apenas que vieram do Oriente. Alguns estudiosos argumentam usando Salmos 72:10 como prova de que esses homens vinham de regiões que hoje correspondem à Espanha, Etiópia e Arábia Saudita: “Os reis de Társis e das ilhas trarão presentes; os reis de Sabá e de Seba oferecerão dons”. Outros acreditam que os Magos eram da Pérsia e podem ter sido judeus, já que muitas pessoas de origem judaica moravam naquela região, na época.
Existem controvérsias sobre a veracidade e a literalidade dessa história, o professor de História Antiga da Universidade Federal do Rio de Janeiro, André Chevitaresse diz: “São personagens criados pelo autor do Evangelho de Mateus para simbolizar o reconhecimento de Jesus por todos os povos”.

## Número de magos
Como três presentes (ouro, incenso e mirra), foram registrados, diz-se tradicionalmente que tenham sido três, embora Mateus não tenha especificado seu número, podendo ser um número até igual ou maior do que doze. No século VIII começaram a surgir pinturas retratando três magos, a partir daí a imagem de que os magos eram três começou a se consolidar.

## Celebrações

### Países lusófonos

#### Brasil
No Brasil, é celebrado no dia 6 de janeiro, onde geralmente as árvores de natal são desmontadas.
Em 2017, as folias foram reconhecidas como patrimônio cultural imaterial de Minas Gerais.

#### Portugal
Em Portugal, ocorre a "Folia de Reis", que começa no dia 24 de dezembro e acaba no dia 6 de janeiro, no começo da folia o estandarte de Natal é levantado e no fim, é abaixado. Também existe um bolo de reis, um bolo doce com frutas cristalizadas.

### Europa

#### Itália
Uma lenda italiana conta a história de uma bruxa que presenteava as crianças que fizeram bons atos durante o ano e daria pedaços de carvão ou cinzas para os pequenos desobedientes. Segundo os costumes, as crianças devem colocar meias na janela no dia de Reis para receber seu presente.

#### Espanha
Ao pôr-do-sol do dia 5 de janeiro, um dia antes do dia de Reis, é feito um desfile com pessoas em roupas típicas tradicionais montadas em cavalos, conhecido como “Cavalgada do Dia de Reis”. Alguns também trocam presentes no dia de Reis ao invés do natal.
A tradição espanhola também é mantida em alguns lugares da América Latina, alguns países fazem duas trocas de presentes, uma no Natal e outra no Dia da Epifania.

#### França
Na França, existe a tradição do “galette des rois” ou Bolo do Rei, dentro dele tem a coroa do rei, e quem achar ela deve ser o responsável por ofertar o bolo no próximo dia de reis.